# サミー・カールソン
サミー・カールソン（Sammy Carlson、1989年1月11日 - ）は、アメリカ合衆国のフリースキーヤー。Winter X Gamesのスロープスタイル種目で1つのゴールドメダルと2つのシルバーメダル、1つのブロンズメダルを獲得。ビッグエア種目で1つのブロンズメダルを獲得。2011年のフリースタイルスキー世界選手権ではシルバーメダルを獲得。

## 生い立ち
初めてトリプルコーク1260にランディングしたスキーヤーとして有名。

## スポンサー
APO Skis・オークリー・Nike